# Герб Солнечного (Тверская область)
Герб городского округа Закрытое административно-территориальное образование Солнечный Тверской области Российской Федерации.
Герб утверждён Решением № 22-2 Поселковой Думы ЗАТО Солнечный Тверской области 19 апреля 2002 года.
Герб внесён в Государственный геральдический регистр Российской Федерации под регистрационным номером 1079.

## Описание герба
«В лазоревом (синем, голубом) поле серебряная оконечность и поверх всего зелёная с золотым стволом сосна на зелёном острове, воспровождаемая во главе выходящим сияющим золотым солнцем».

## Обоснование символики
Полугласный герб.
Фигуры герба отражают географические, природные и социально-экономические особенности муниципального образования, расположенного на острове озера Селигер.
Выходящее сияющее солнце символизирует название посёлка «Солнечный» и находящееся на острове Городомля предприятие «Звезда».
Лазоревый цвет поля щита и изображение сосны на острове подчёркивают островное расположение ЗАТО на озере Селигер и говорят о красоте и богатстве природы.
Автор герба Владимир Лавренов.